# Château-l'Évêque
Château-l'Évêque é uma comuna francesa na região administrativa da Nova Aquitânia, no departamento Dordonha. Estende-se por uma área de 35,44 km². Em 2010 a comuna tinha 2 190 habitantes (densidade: 61,8 hab./km²).